# Neodym(III)-bromid
Neodym(III)-bromid (NdBr3) ist ein Salz des Seltenerd-Metalls Neodym mit Bromwasserstoff. Es bildet violette orthorhombische Kristalle, die hygroskopisch sind. Die Kristallstruktur ist isotyp zu der von Plutonium(III)-bromid.